# Pakul

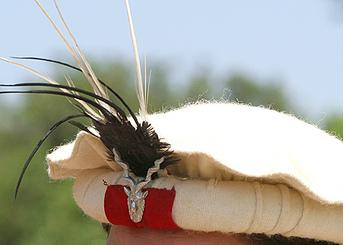
Sombrero de pakul de los Exploradores de Chitral.

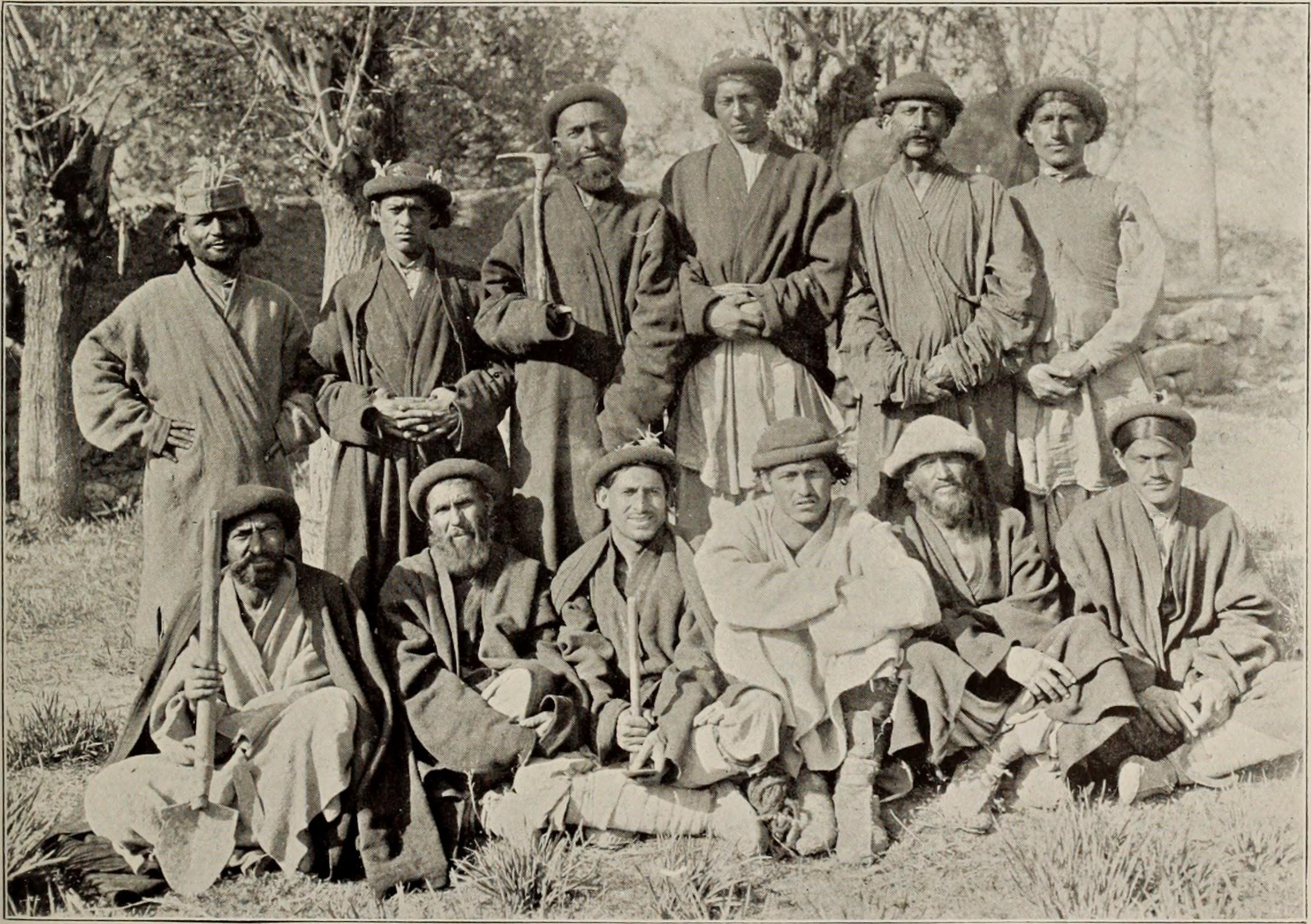
Los aldeanos de Chitrali fotografiados usando el pakol en 1906.

Pakul o Pakol (en pastún: پکول‎; en persa: پکول‎, Balti بروقپی نتینگ; en tayiko: Паколь, Conocida popularmente como la gorra de Chitrali, es un sombrero suave de punta redonda utilizado en general por  hombres, típicamente fabricado de lana y se encuentran en una variedad de colores terrosos: marrón, negro, gris, marfil o teñido de rojo usando nogal. Pakol es una palabra "Chitrali" en lengua Khowar y se deriva de la palabra Khoi que significa sombrero en Khowar. El nombre original  del sombrero es Khapol. El origen del sombrero se debate con una teoría de un posible origen en el sudeste de Europa, sin embargo el consenso entre los historiadores y etnógrafos es que se originó en Chitral. El gorro de lana ha sido la prenda principal del pueblo "Chitrali" durante siglos. La principal fuente de producción es Chitral en Pakistán. También se extiende y se usa actualmente en Gilgit-Baltistán, en las regiones pastunes del Pakistán y también por afganos como los pastunes tayikos y los nuristaníes. Nuristán es una región donde se importan desde Chitral.

## Antecedentes
El pakol ganó popularidad en la provincia de Nuristán (Afganistán), después de la campaña del Emir Abdul Rehman.  Se extendió gradualmente en los distritos de Swat y Dir en Pakistán y se considera un elemento básico de su origen étnico. En los dos últimos decenios, el pakol también se ha usado en la India, especialmente en partes de Delhi y Cachemira.

## Orígenes e Historia

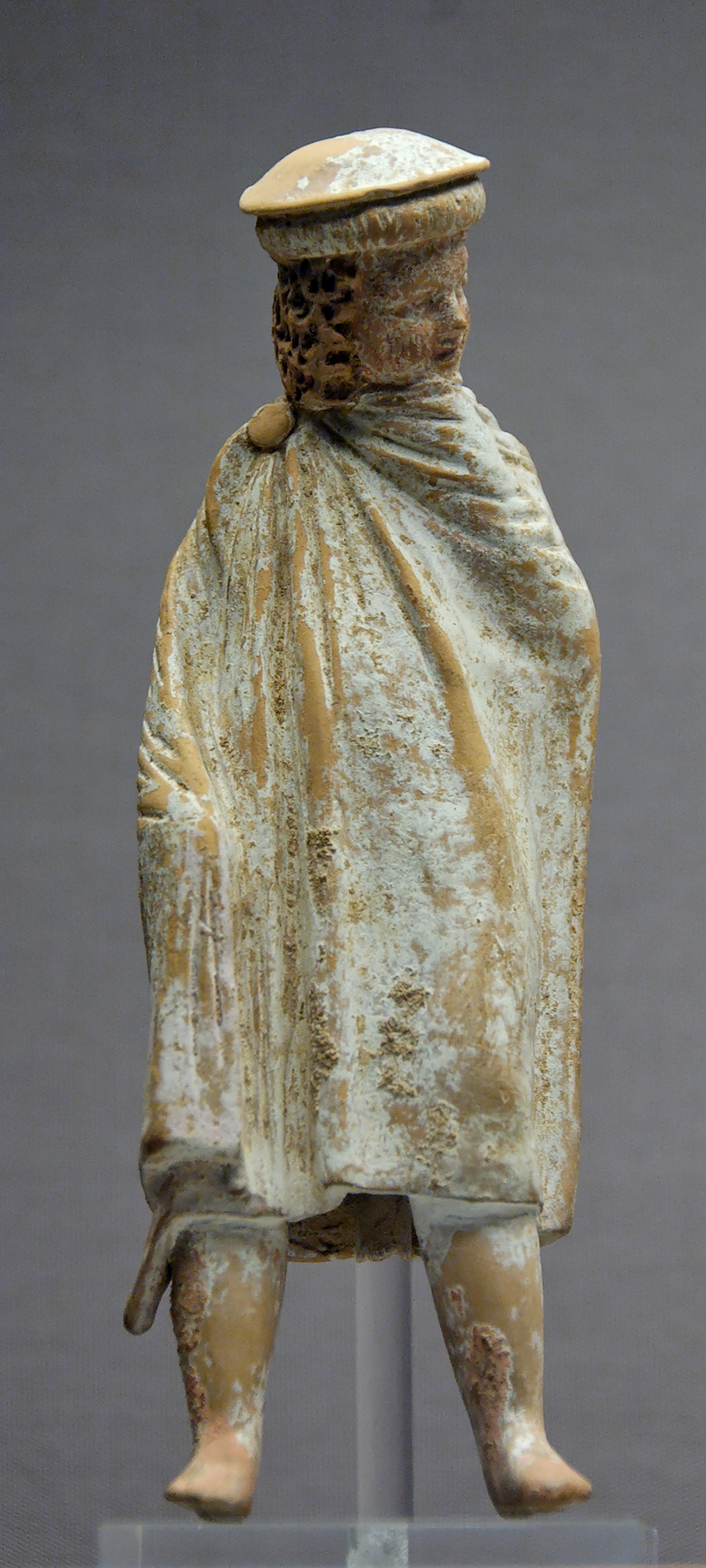
una estatua de un niño de Macedonia (circa 300bc) usando causia que se cree que es la fuente del pakol.

### Causia y Alejandro
El pakol es notablemente similar al antiguo sombrero macedonio causia, usado por los hombres en el antiguo sureste de Europa, que puede haber sido su ancestro. Según Bonnie Kingsley, la causia pudo haber llegado al Mediterráneo como un sombrero de campaña usado por Alejandro Magno y los veteranos de sus campañas en la India. Pero según Ernst Fredricksmeyer, la Kausia era un artículo de primera necesidad en el armario macedonio para ser importado de Asia a Macedonia.

### Críticas al enlace macedonio
A pesar de que Willem Vogelsang, del Museo Nacional de Etnología de Leiden, demostró que el pakol es en realidad una simple adaptación de gorras con bordes enrollados que se usan en todas las tierras fronterizas de China, la India y el Asia central. En la unión de las tres regiones se encuentra Chitral formando una cuenca.

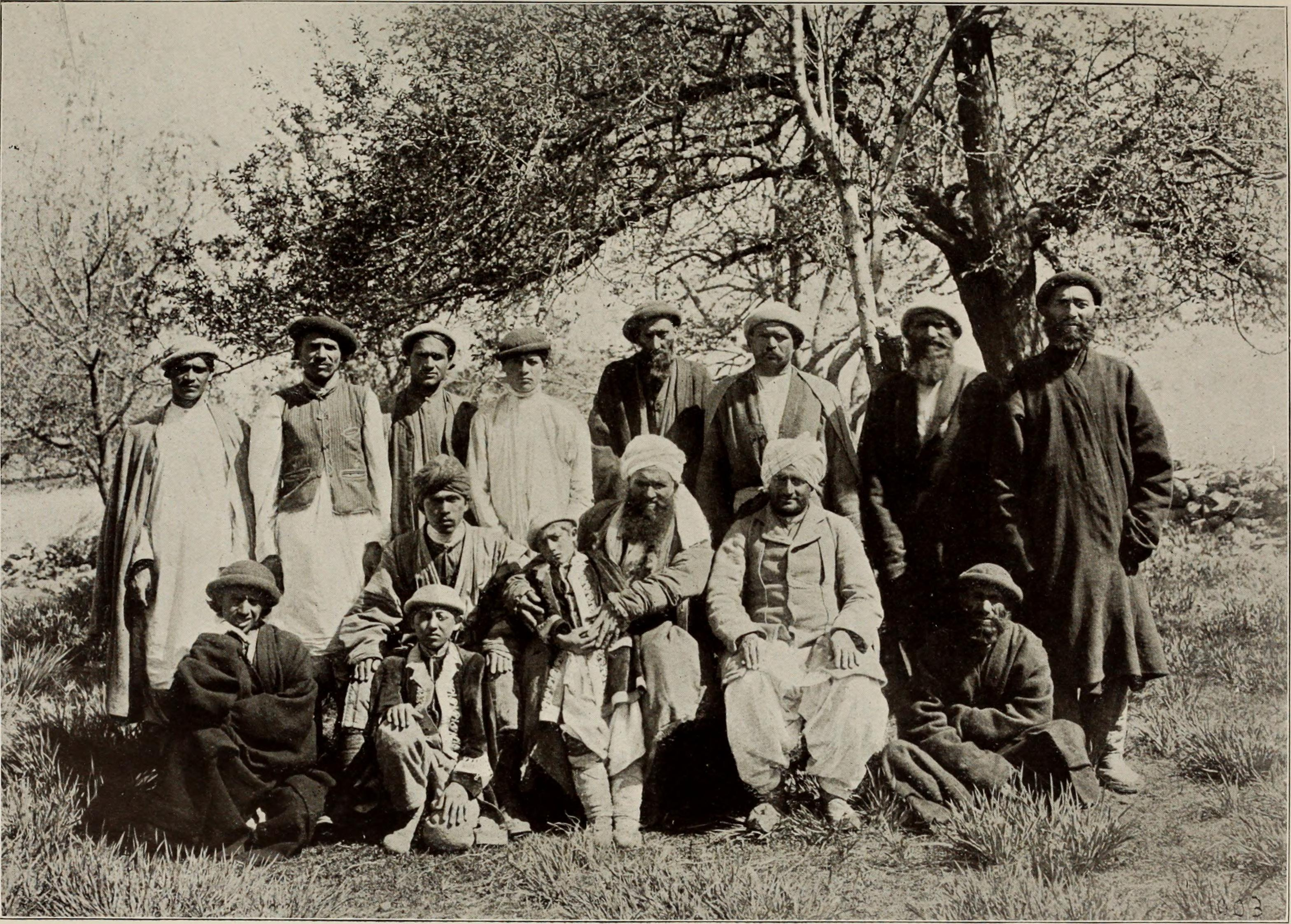
Chitralis del Alto Chitral fotografiados llevando el Pakol en 1906

### Origen, descubrimiento y documentación en el Chitral
Se cree que el pakol moderno se originó en Chitral, donde se fabricó y se encontró exclusivamente hasta finales del siglo XIX. El Pakol está hecho de un tipo especial de lana conocido como Chitrali patti que se obtiene de los pastores de sus valles. La primera mención del pakol se atribuye al libro de Donatus O'Briens (1895) sobre el lenguaje de Chitral, donde describiendo el vestido étnico de los chitralis afirma que:
"El vestido que llevan la mayoría de los hombres consiste en un gorro casero negro, marrón o gris hecho en forma de bolsa y enrollado hasta que se ajusta al cráneo"
Más tarde, en 1896, George Scott Robertson mencionó la gorra con el nombre de "Gorra Chitrali".

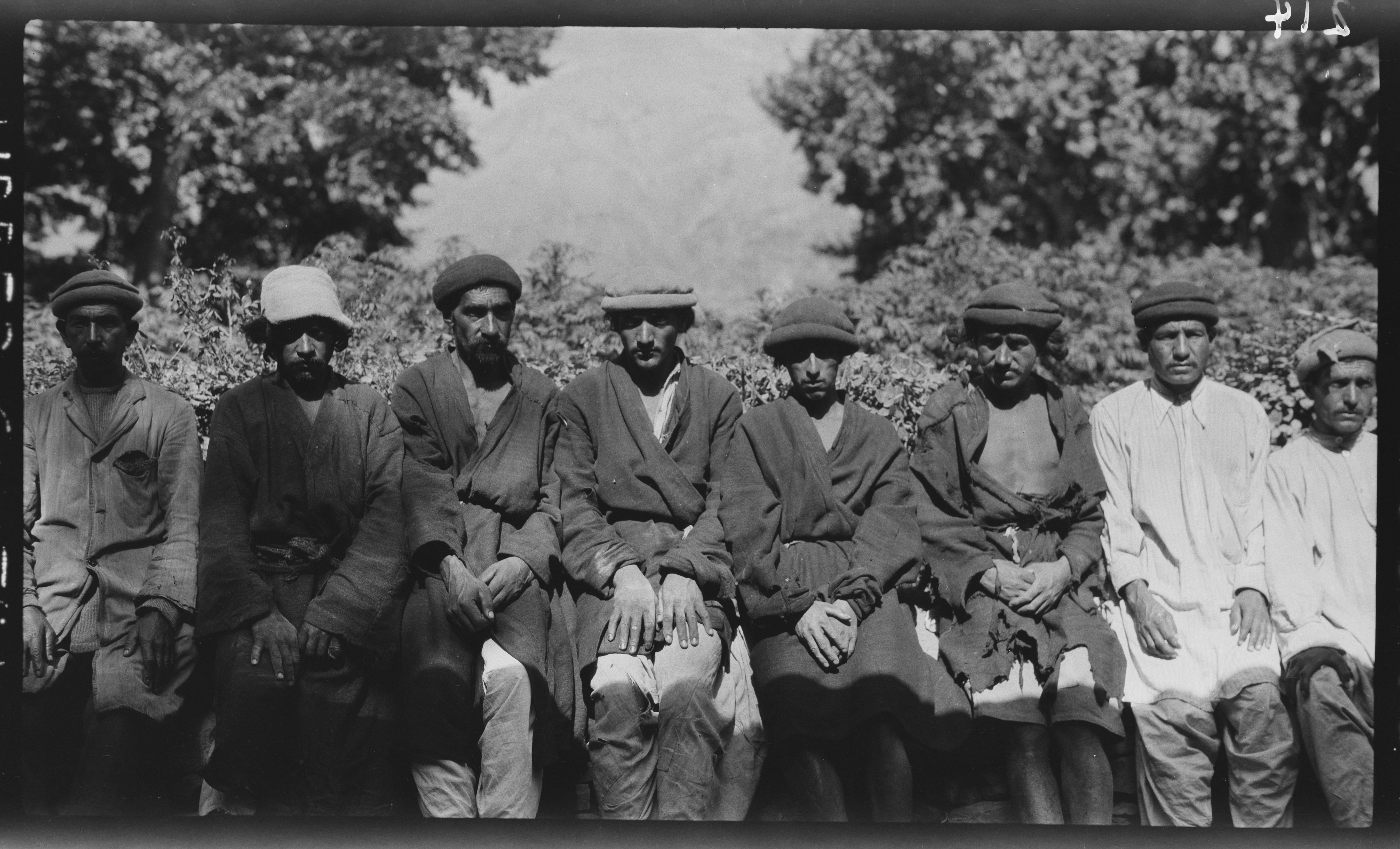
Chitralis llevando el Pakol fotografiado en 1929.

Las primeras menciones de su nacimiento y homogeneidad con Chitral y su nomenclatura inglesa y local, junto con la documentación de que no se usaba en ninguna de las regiones que rodean a Chitral, hacen evidente que el Pakol muy probablemente se originó en la región de Chitral del norte de Pakistán, donde se usó exclusivamente hasta finales del siglo XIX.

### La campaña de Kafiristán y la adopción por los nuristaníes

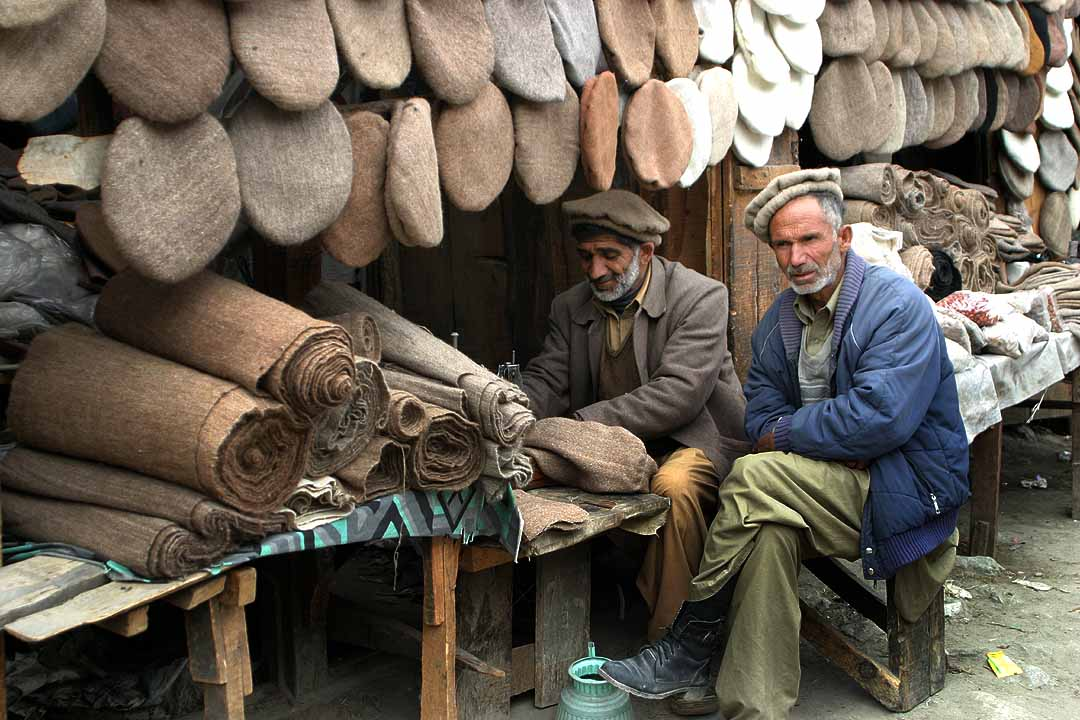
Vendedores ambulantes paquistaníes que operan una tienda pakol en Gilgit-Baltistán; la gorra es ligeramente diferente a las gorras de Chitrali.

Las primeras documentaciones de los habitantes de Kafiristán afirman que andaban por ahí sin ningún tipo de protección en la cabeza. Otra fuente se refiere al pakol como el gorro de chitral y afirma que solamente se usa en el valle de Bashgul como prenda de vestir importada debido a la proximidad de Bashgul a Chitral.
Los pakol se deben haberse extendido a un ritmo rápido entre los habitantes, ahora rebautizados como nuristaníes, después y en parte como consecuencia de la conquista de Kafiristán por Abdur Rahman Khan de Afganistán. La apertura de los valles a un mayor contacto y comercio, y la conversión de la población al Islam, podrían haber proporcionado incentivos para que los residentes abandonaran su peinado, anteriormente característico, y se cubrieran la cabeza con sombreros. Parece lógico que los hombres adoptaran uno con el que ya estaban familiarizados, y que estaba disponible localmente. La adopción de prendas de vestir específicas para marcar una nueva identidad, especialmente una religiosa, está bien establecida en la historia.

### Prominencia inicial en el Afganistán
En la década de 1980, el pakol lo llevaba una unidad especial de los muyahidines afganos que luchaban contra los soviéticos. El pakol debe su fama mundial a los miembros de mayoría tayika del Afganistán Jamiati Islami, quienes, siguiendo a su líder Ahmad Shah Masud, lo adoptaron por primera vez como artículo estándar de su indumentaria. Desde entonces, el sombrero se ha hecho famoso en Afganistán.

### Prominencia inicial en el Pakistán
El Pakol encontró por primera vez prominencia en el Pakistán por los comerciantes y hombres de negocios de Chitrali que expandieron sus negocios. El pakol comenzó a usarse en muchas partes de Pakistán, especialmente en las zonas adyacentes a Chitral, como Dir, Swat, Malakand y Bajaur.